# إدواردو دا سيلفا دياز
إدواردو دا سيلفا دياز (بالإسبانية: Eduardo da Silva Díaz)‏ هو لاعب كرة قدم أوروغواياني، ولد في 19 أغسطس 1966 في أرتيغاس في الأوروغواي. شارك مع منتخب الأوروغواي لكرة القدم. أما مع النوادي، فقد لعب مع بنيارول.

## وصلات خارجية
- إدواردو دا سيلفا دياز على موقع الاتحاد الأوربي (الإنجليزية)
- إدواردو دا سيلفا دياز على موقع قاعدة بيانات كرة القدم.إي يو (الإنجليزية)
- إدواردو دا سيلفا دياز على موقع ناشيونال فوتبول تيمز (الإنجليزية)
- إدواردو دا سيلفا دياز على موقع عالم كرة القدم.نت (الإنجليزية)